# Vera Gimenez
Vera Giménez (São Paulo, 14 de septiembre de 1949) es una actriz brasileña. Se hizo famosa luego de participar en la telenovela Ángel Malo.

## Biografía
Su carrera en la televisión Empezó en la Excelsior en 1967, cuando trabajaba en la telenovela Os Fantoches.
Estaba casada con el actor brasileño Jece Valadão y es la madre de la presentadora Luciana Giménez y actor Marco Antonio Giménez. De acuerdo con la misma Vera, Jece fue el gran defensor de su carrera, a pesar de que ya ha hecho dos películas antes de unirse a él.
En 1976 interpreta la villana Paula Moura en la primera versión de la telenovela Ángel Malo. La actriz actuó en diversas otras telenovelas brasileñas como Marina, Guerra dos Sexos, '"Livre para Voar, Amor com Amor se Paga y lo gran suceso La próxima víctima.

## Filmografía

### Televisión
| Año  | Título                 | Personaje                                     |
| ---- | ---------------------- | --------------------------------------------- |
| 1967 | Os Fantoches           | Alessandra (Sandrinha)                        |
| 1972 | Tempo de Viver         | Tatiana                                       |
| 1975 | Escalada               | Carla                                         |
| 1976 | Anjo Mau               | Paula Moura                                   |
| 1976 | Duas Vidas             | Zuleika da Silva Antunes                      |
| 1980 | Marina                 | Ingrid                                        |
| 1983 | Guerra dos Sexos       | Natália Soares                                |
| 1984 | Amor com Amor se Paga  | Zélia Barreto                                 |
| 1984 | Livre para Voar        | Lygia Cortez de Montenegro                    |
| 1985 | Ti Ti Ti               | Madame Cantanutti                             |
| 1986 | Anos Dourados          | Lilian                                        |
| 1987 | Viva o Gordo           | Paciente do Dentista (participación especial) |
| 1993 | Contos de Verão        | Sila                                          |
| 1995 | La próxima víctima     | Andréia Barcellos                             |
| 1996 | Você Decide            | Marian (Episódio: Papá del Aluguel)           |
| 1997 | Você Decide            | Sônia (Episódio: En Copacabana)               |
| 2006 | Cristal                | Lucélia Bandeira de Carvalho                  |
| 2007 | Donas Casa Desesperada | Marta Ramos                                   |
| 2008 | Amor e Intrigas        | Renata Amorim                                 |
| 2010 | Uma Rosa com Amor      | Drª. Sônia Rodrigues                          |
| 2010 | Cuchicheos             | Madame Cantanutti                             |
| 2011 | Zorra Total            | Carminha Moreira de Albuquerque               |
| 2014 | Luciana by Night       | Ela mesma                                     |
| 2016 | A Lei do Amor          | Beatriz                                       |